# Le Pescher
Le Pescher település Franciaországban, Corrèze megyében. Lakosainak száma 358 fő (2022. január 1.). Le Pescher Beynat, Lagleygeolle, Lostanges, Ménoire, Saint-Bazile-de-Meyssac és Sérilhac községekkel határos.

## Népesség
A település népességének változása:
| Lakosok száma | 349  | 265  | 249  | 270  | 274  | 282  | 288  | 292  | 313  | 358  |
|               | 1968 | 1982 | 1990 | 2006 | 2013 | 2015 | 2017 | 2019 | 2020 | 2022 |